# Catwoman
Catwoman (generalmente llamada Gatúbela en Español de América) es un personaje ficticio creado por Bill Finger y Bob Kane que aparece en los cómics estadounidenses publicados por DC Comics, comúnmente en asociación con el superhéroe Batman. El personaje hizo su debut como "La Gata" en Batman #1 (primavera de 1940), y su nombre real es Selina Kyle. Ella es el interés amoroso más duradero de Batman y es conocida por su compleja relación de amor y odio con él.
Catwoman es una ladrona de Gotham City que normalmente viste un traje ajustado de una sola pieza y usa un látigo como arma. Originalmente fue caracterizada como una supervillana y adversaria de Batman, pero desde la década de 1990 ha aparecido en una serie que la presenta como una antiheroína, a menudo haciendo cosas incorrectas por las razones correctas. El personaje prosperó desde sus primeras apariciones, pero tuvo una pausa prolongada desde septiembre de 1954 hasta noviembre de 1966 debido a la Autoridad del Código de Cómics en desarrollo en 1954. Estas cuestiones involucraron las reglas con respecto al desarrollo y la representación de personajes femeninos que violaban los cómics, un código que ya no está en uso. En los cómics, Holly Robinson y Eiko Hasigawa adoptaron la identidad de Catwoman, aparte de Selina Kyle.
Catwoman ha aparecido en muchas adaptaciones de medios relacionadas con Batman. Las actrices Julie Newmar, Lee Meriwether y Eartha Kitt la presentaron a una gran audiencia en la serie de televisión de Batman en la década de 1960 y en la película de Batman de 1966. Michelle Pfeiffer interpretó al personaje en Batman Returns de 1992. Halle Berry protagonizó Catwoman en 2004, sin embargo, esta última fue un fracaso crítico y comercial y tiene poca similitud con el personaje de Batman. Anne Hathaway interpretó a Selina Kyle en la película de 2012 The Dark Knight Rises, y una versión joven de Kyle fue interpretada por Camren Bicondova en la serie de televisión de 2014 Gotham. La actriz Lili Simmons interpretará una versión adulta de Kyle en el final de la serie.
Catwoman ocupó el puesto 11 en la lista de IGN de los "100 mejores villanos de cómics de todos los tiempos", y 51 en la lista de "Los 100 villanos más grandes de todos los tiempos" de la revista Wizard. A la inversa, ocupó el puesto 20 en la lista de "Los 100 mejores héroes de cómics de todos los tiempos" de IGN.

## Historia ficticia

### Edad de oro
Catwoman, entonces llamada "la gata", apareció por primera vez en Batman #1 (primavera de 1940) como una misteriosa ladrona y ladrona de joyas, que se reveló al final de la historia como una mujer joven y atractiva, sin nombre, disfrazada como una anciana durante la historia y que ha sido contratada para cometer un robo. Aunque no usa su icónico traje de gato, la historia establece su personalidad central como una mujer fatal que se opone y atrae a Batman. Se da a entender que Batman pudo haberla dejado escapar deliberadamente al bloquear a Robin mientras intentaba saltar tras ella. Luego aparece en Batman # 2 en una historia que también involucra al Joker, pero al final escapa de Batman. En Batman # 3, usa una máscara de piel y nuevamente logra escapar de Batman.
Batman # 62 (diciembre de 1950) revela que Catwoman era una azafata amnésica que recurrió al crimen después de sufrir un golpe en la cabeza durante un accidente aéreo al que sobrevivió. Ella revela esto en la Batcave después de ser golpeada en la cabeza por un escombro mientras salvaba a Batman mientras la perseguía. Más tarde, en The Brave and the Bold # 197 (abril de 1983) admite que inventó la historia de la amnesia porque quería una salida de su vida criminal pasada. Se reforma durante varios años, ayudando a Batman en Batman #65 (junio de 1951) y 69 (febrero de 1952), hasta que decide volver a una vida delictiva en Detective Comics # 203 (enero de 1954), después de que un periódico publica historias de aventuras pasadas de Batman y algunos ladrones se burlan de ella al respecto. Sin embargo, Catwoman evita que sus matones asesinen a Batman una vez que lo encuentran noqueado, pero rápidamente afirma que lo quiere como rehén. Catwoman vuelve a aparecer como criminal en Batman #84 (junio de 1954) y Detective Comics #211 (septiembre de 1954), que fueron sus dos últimas apariciones hasta 1966. Esto se debió principalmente a su posible violación de las reglas en desarrollo de Comics Code Authority para la interpretación de personajes femeninos que comenzó en 1954.

### Edad de plata
Catwoman hizo su primera aparición en la Edad de Plata en Superman's Girl Friend, Lois Lane # 70-71 (noviembre-diciembre de 1966); después, continuó apareciendo en varios cómics de Batman.
Varias historias en la década de 1970 presentaban a Catwoman cometiendo un asesinato, algo que ni las versiones de Tierra-Uno ni Tierra-Dos harían jamás. Esta versión de Catwoman se asignó más tarde al mundo alternativo de Tierra-B, una Tierra alternativa que incluía historias que no podían considerarse canónicas en Tierra-Uno o Tierra-Dos.

### Edad Moderna

#### Orígenes enredados
El origen de Catwoman y, hasta cierto punto, su personaje, se revisó en 1987 cuando el escritor Frank Miller y el artista David Mazzucchelli publicaron Batman: año uno, una revisión del origen de Batman. Trabajó como dominatriz para que el proxeneta Stan sobreviviera y también protegió a una niña prostituta llamada Holly Robinson que trabajaba para él. Selina se peleó con Bruce disfrazado después de que agarró a Holly, quien lo había apuñalado durante una pelea con Stan, pero quedó inconsciente.
A medida que avanza la historia, Selina decide dejar la prostitución y se lleva a Holly con ella. Ella se involucra en robos para ganar dinero y comienza a robar a los hombres ricos y poderosos de Gotham, poniéndose un disfraz de catsuit mientras comete sus atracos. Mientras intenta robar a Carmine Falcone, es rescatada por Batman, pero le molesta que los medios la consideren su compañera.
La serie limitada Catwoman de 1989, escrita por Mindy Newell y con arte de J.J. Birch, amplió el origen del Año Uno de Miller. Esta historia, conocida como "El guardián de su hermana", explora los primeros años de vida de Selina como dominatriz y el comienzo de su carrera como Catwoman. La historia culmina con el antiguo proxeneta de Selina, Stan, que secuestra y golpea a su hermana Maggie, quien, a diferencia de Selina, es monja. Selina mata a Stan para salvar a su hermana y se sale con la suya. La mayor parte de esto se revela en la serie anterior, pero se amplía en "Her Sister's Keeper".
Catwoman (vol. 2) # 69 brinda detalles sobre la infancia de Selina y descuida la existencia de Maggie. Maria Kyle es una madre distante que prefería pasar su tiempo con gatos y se suicida cuando Selina es muy pequeña. Su padre, Brian, es alcohólico y mantiene un trato frío con Selina por parecerse a su madre (esa semblanza refuerza su lamento por la muerte de Maria Kyle) y finalmente bebe hasta morir. Para sobrevivir, Selina sale a la calle por un tiempo antes de ser atrapada y enviada primero a un orfanato, luego a un centro de detención juvenil, donde Selina comenzó a ver cuán difícil podía ser realmente el mundo. No se alude al destino de Maggie en este punto de la línea de tiempo. Sin embargo, cuando Ed Brubaker la vuelve a introducir en el cómic, da a entender que Maggie pudo haber entrado directamente en un orfanato y haber sido adoptada rápidamente.
Cuando tiene 13 años, Selina descubre que el administrador del centro de detención ha estado malversando fondos y la confronta. En un intento por encubrir su crimen, el administrador mete a Selina en una bolsa y la arroja a un río para que se ahogue (como suele hacerse con los gatos). Ella escapa y regresa al orfanato, donde roba documentos que exponen la corrupción del administrador. Los usa para chantajearlo para que borre el nombre "Selina Kyle" de los registros de la ciudad, luego le roba un collar de diamantes y escapa del orfanato. Selina finalmente se encuentra en Alleytown, una red de calles empedradas que forman un pequeño distrito entre East End y Old Gotham. Allí es acogida por Mama Fortuna, la anciana líder de una banda de jóvenes ladrones, que le enseñó a robar. Fortuna trata a sus alumnos como esclavos y se queda con sus ganancias. Selina finalmente se escapa, acompañada por su amiga Sylvia. Sin embargo, las dos tienen dificultades para sobrevivir solas y, desesperadas, intentan mantenerse trabajando como prostitutas. Las dos se separan después, y Sylvia comienza a resentirse con Selina por no preguntarle qué le había sucedido a manos de su primer cliente abusivo.
En la historia de Catwoman: Year One, Selina, que ahora es adulta, logra cierto éxito como ladrona. Sin embargo, después de un desastroso robo, acepta una oferta para "permanecer oculta" como una dominatriz empleada por un proxeneta llamado Stan. Planean engañar a los hombres para que compartan información que podría usarse en futuros delitos. Según esta historia, Selina entrena con el Armless Master de Gotham City y recibe educación en artes marciales y cultura. Durante este tiempo, un cliente le regala un gato de nueve colas, que Selina conserva como trofeo.
Batman: Dark Victory, la secuela de Batman: The Long Halloween, implica que Catwoman sospecha que es la hija ilegítima del jefe de la mafia Carmine Falcone, aunque no encuentra pruebas definitivas. La conexión de Selina con la familia criminal Falcone se explora más a fondo en la miniserie Catwoman: When in Rome. Aunque la historia agrega más evidencia circunstancial a la teoría de la herencia Falcone de Selina (estableciendo que la segunda hija de los Falcone fue dada en adopción en Estados Unidos), no proporciona una prueba definitiva. Durante Batman: The Long Halloween, Selina (sin disfraz) desarrolla una relación con Bruce Wayne, llegando incluso a salvarlo de Poison Ivy. Sin embargo, esta relación parece terminar el 4 de julio cuando Bruce rechaza sus avances dos veces (una como Bruce y otra como Batman). Ella lo deja para siempre y también deja Gotham por un tiempo en Batman: Dark Victory, después de que él la deja plantada en dos días festivos. Cuando los dos se encuentran en una ópera muchos años después, durante los eventos de Batman: Silencio, Bruce comenta que los dos ya no tienen una relación como Bruce y Selina.
Catwoman también aparece en la saga Batman: Knightfall, donde los secuaces de Bane se le acercan mientras roba una casa. Bane le pide que trabaje para él, pero ella se niega, ya que el criminal que "rompió" a Batman la rechaza. Más adelante en la historia, aborda un avión con Bruce Wayne para volar a Santa Prisca. Luego aparece en la saga Batman: Knightquest, donde Azrael se hace pasar por Batman. Ella es una de las pocas en reconocer que este Batman es un impostor, y luego estuvo presente cuando el verdadero Batman regresa al redil mientras lucha contra su sucesor, su voluntad de salvar incluso a los criminales confirmando su verdadera identidad para Selina.

#### Serie en solitario deCatwoman
En 1993, Catwoman recibió su primera serie de cómics en curso. Esta serie, escrita por una variedad de escritores, pero dibujada principalmente a lápiz por Jim Balent, generalmente representa al personaje como un ladrón internacional (y cazarrecompensas ocasional) con un código moral ambiguo.
Las líneas argumentales incluyen la adopción de un adolescente fugitivo y antiguo compinche, Arizona; ayudar a Bane, a quien luego entrega a Azrael; y una temporada como agente gubernamental reacio. La serie también ahonda en su origen, revelando sus inicios como joven ladrona, su difícil etapa en la cárcel juvenil y su formación con Ted "Wildcat" Grant.
Al mudarse a la Ciudad de Nueva York, Selina se convierte en vicepresidenta corporativa de Industrias Randolf, una empresa influenciada por la mafia y luego se convierte en su directora ejecutiva a través del chantaje. Ella planea usar este puesto para postularse para alcalde de la ciudad, pero sus esperanzas se desvanecen cuando Trickster, sin darse cuenta, la conecta con su alter ego criminal.
Después de su tiempo en la ciudad de Nueva York, Selina regresa a Gotham City, que en este momento se encuentra en medio de la historia de "No Man's Land". Como Catwoman, ayuda a Batman contra Lex Luthor en la reconstrucción de la ciudad. Después de ser arrestada por el comisionado Gordon, escapa de la prisión. Más tarde ese año, durante la historia de "Oficial caído" en los títulos de Batman, Catwoman es inicialmente la principal sospechosa. Desarrolla un comportamiento cada vez más errático a lo largo de la historia y su serie luego revela que ha desarrollado una forma de trastorno de personalidad después de la exposición al gas del miedo del Espantapájaros, lo que la hace actuar como ella misma y una identidad que parece ser su hermana, Maggie, haciéndose pasar por ella. Poco después, ella desaparece y se cree que fue asesinada por el asesino Deathstroke el Terminator, terminando su serie en el número 94.
Catwoman luego aparece en una serie de historias de respaldo en Detective Comics # 759–762 (agosto-noviembre de 2001). En la historia de respaldo "Trail of the Catwoman", del escritor Ed Brubaker y el artista Darwyn Cooke, el detective privado Slam Bradley intenta descubrir qué le sucedió realmente a Selina Kyle. Esta historia conduce a la serie más reciente de Catwoman a finales de 2001 (escrita por Brubaker inicialmente con Cooke, luego se unió el artista Cameron Stewart). En esta serie, Selina Kyle, junto con los nuevos miembros secundarios del reparto Holly y Slam Bradley (un personaje de los cómics DC de principios de la Edad de Oro), se convierte en la protectora de los residentes del East End de Gotham, mientras sigue llevando a cabo una ambiciosa carrera como ladrona de gatos.
Durante la historia de Batman: Hush, Batman y Catwoman trabajan juntos brevemente y tienen una relación romántica, durante la cual él le revela su verdadera identidad. Al final, rompe su relación cuando sospecha que ha sido manipulada por Riddler y Hush. Esta es la segunda historia que establece que conoce la verdadera identidad de Batman. En una historia de principios de la década de 1980, Selina y Bruce desarrollan una relación. La historia final presenta un panel de cierre en el que se refiere a Batman como "Bruce". Sin embargo, un cambio en el equipo editorial en ese momento puso fin rápidamente a esa historia y, aparentemente, a todo lo que sucedió durante el arco de la historia.
En el arco de la historia de la Liga de la Justicia, "Crisis of Conscience", Catwoman lucha junto a Batman y la Liga de la Justicia contra la antigua Sociedad Secreta de Supervillanos, de la que una vez fue miembro brevemente.

#### Revelaciones de limpieza mental
Catwoman parece estar completamente reformada, y su amor por Batman es verdadero (aunque descarado e impredecible). Sin embargo, se enteró de que su reforma fue el resultado de una limpieza mental de Zatanna, un procedimiento conocido por afectar profundamente y, en al menos un caso, incapacitar físicamente a sus víctimas. Zatanna no da razón de sus acciones, pero en un flashback, se muestra que actuó con el consentimiento y la ayuda de cinco de los siete miembros de JLA que la ayudaron a borrar la mente del Dr. Luz y Batman. La respuesta de Catwoman a esta revelación es inequívoca: amordaza a Zatanna con cinta adhesiva, la deja impotente y la empuja por la ventana. Luego, se la ve cubriendo su cama con versiones anteriores de su disfraz de Catwoman.
Todavía desequilibrada e insegura de sí misma en el número 52, Selina se ve obligada a decidir si matar a un supervillano. Máscara Negra, en un intento por "mejorarse a sí mismo", amenaza a las personas más importantes en la vida de Selina, desde Slam Bradley hasta Holly. El villano también había torturado previamente a la hermana de Selina, Maggie, perforando los globos oculares de su esposo y dándoselos de comer a Maggie, lo que la volvió loca. Máscara Negra descubre la identidad de Selina a través de su alianza anterior con la amiga de la infancia de Selina, Sylvia, quien todavía guarda rencor contra Selina. Aún pensando que Selina se adhiere a una regla estricta de no matar, Máscara Negra se sorprende cuando Selina le dispara en la cabeza. Esta acción continúa persiguiéndola a lo largo de la historia de "Un año después", y se sugiere que esta podría haber sido la primera vez que quitó la vida directamente.

#### Como madre
Tras los acontecimientos de Crisis infinita, el Universo DC da un salto en el tiempo. Después de "Un año después", Selina Kyle ya no es Catwoman, dejó el East End y dio a luz a una hija llamada Helena. El padre de su nueva hija inicialmente no se revela; sin embargo, Batman demuestra una gran preocupación por el niño y en un momento pide que Helena se quede en su mansión. Selina intenta vivir una vida segura y algo normal, y renuncia a sus formas más peligrosas de vivir como Catwoman. Holly Robinson asume el papel de la nueva Catwoman mientras que Selina, que vive bajo el alias Irena Dubrovna, centra su atención en el cuidado de su hija (el alias de Selina se inspiró en el nombre del personaje principal de la película Cat People de 1942).
Aunque se toma muy en serio su papel de madre primeriza, Selina se pone el disfraz para correr por el East End unos días después del nacimiento de Helena. Habiendo ganado algunas libras, Selina descubre que su disfraz ahora es más ajustado. Además, se distrae fácilmente con un delincuente común. Aunque la situación se calma con la llegada oportuna de Holly, la vista de dos Catwomen activas simultáneamente en la ciudad se capta en video. Selina regresa a casa de su aventura para descubrir que el misterioso aficionado al cine, el Film Freak, ha deducido su alias, se ha asociado con Angle Man y agarró a Helena. Después de rescatar a su hija, Selina convence a Zatanna de borrarle la mente a Film Freak y Angle Man para preservar su identidad secreta. Siguiendo el procedimiento, Angle Man se entrega a las autoridades; Film Freak, sin embargo, se embarca en un alboroto asesino.
Se produce un giro cuando Wildcat le informa a Selina que Holly ha sido arrestada por el asesinato de Máscara Negra. Selina se infiltra en la comisaría y libera a Holly. Finalmente, derrotando a Film Freak, Selina regresa a casa y descubre que Bradley ha deducido que Helena es la hija de su hijo Sam Bradley, Jr. y, por lo tanto, su nieta (aunque todavía se insinúa fuertemente que Bruce Wayne puede ser el padre).
Batman le pide a Catwoman que se infiltre en la violenta tribu de las Amazonas Bana durante el transversal Ataque de las Amazonas!. Haciéndose pasar por una criminal, Selina se gana la confianza de Bana y frustra un ataque terrorista destinado a causar un gran número de víctimas en Gotham City.
Selina se pregunta si debería criar a una hija cuando su vida como Catwoman ya ha demostrado ser un peligro para la niña. Después de conseguir la ayuda de Batman para fingir la muerte de ella y su hija, Selina da a Helena en adopción. Un mes después de que Helena sea colocada con una nueva familia, Catwoman le pide a Zatanna que borre sus recuerdos de Helena y cambie de opinión a una mentalidad criminal. Zatanna se niega, juzgando que tal acto sería cruel tanto para la madre como para la hija. Ella le dice a Selina que nunca podría revertir la mentalidad de Selina, ya que estaba en camino de convertirse en una heroína por su cuenta. Creyendo que ya no puede funcionar como una criminal, Selina decidió convertirse en una de los Forasteros de Batman. Sin embargo, renuncia rápidamente y es reemplazada por Batgirl.

#### Salvation Run
En Salvation Run #2, Catwoman es enviada a Prison Planet. Ella se alía con Lex Luthor en un intento de regresar a la Tierra y, por error, termina en un universo alternativo: la Tierra, donde Catwoman es una villana notoria. Más tarde se revela que esta Tierra es una creación de su propia mente y que no ha abandonado Prison Planet. Cuando Luthor la acusa de ser una traidora, revela que Detective Marciano se hace pasar por Blockbuster, lo que pronto conduciría a la muerte del héroe.
Usando la confianza que recuperó en los ojos de Luthor, se gana un pasaje a la Tierra 'real', en una máquina de teletransporte improvisada construida por Luthor para dejar escapar a los villanos. En la Tierra, vuelve a ser una heroína, con lapsos ocasionales en el robo por encargo, simplemente por la emoción de hacerlo.

#### Corazón de Silencio
Más tarde, en Detective Comics, Selina no está segura de tener una relación romántica con Batman. Ella habla con Bruce sobre Jezabel Jet, su novia actual, y luego tiene una breve charla de ánimo con Zatanna, quien cree que también está cortejando a Bruce. Zatanna confirma y admite sus sentimientos, y agrega que desde entonces ha elegido olvidarlos, pero alienta extremadamente a Selina a abrir su corazón a Bruce Wayne antes de que Jet pueda "cerrar el trato". Hush escucha a escondidas la conversación, apuntando a ambas mujeres como una forma de lastimar a su enemigo, Bruce Wayne.
En Detective Comics # 848 (noviembre de 2008), Hush ataca a Selina mientras está en su apartamento, la secuestra y le extrae el corazón quirúrgicamente. Ella es entregada de forma anónima a un hospital de Gotham. Batman recibe noticias de su situación y, mientras busca a Hush, deja a Selina al cuidado del Doctor Medianoche, considerado el médico jefe de la comunidad de superhéroes.
Batman recupera su corazón y el Doctor Medianoche se lo devuelve a su cuerpo; sin embargo, el médico también hace un pronóstico sobre si aún puede volver a su vida anterior columpiándose por los tejados. Mientras Selina todavía está en coma, se encuentra con Zatanna, quien se disculpa por no advertirle sobre Hush. Ella le dice a Selina que estaba tan feliz con su relación con Bruce que ignoró las otras advertencias en las tarjetas. Zatanna le da una pequeña botella que supuestamente contiene aloe vera para sus cicatrices postoperatorias. Se insinúa que hay un poco de magia allí para ayudar a Selina con su recuperación. Selina está triste porque podría terminar sola otra vez. Mientras tanto, Bruce entra en la sala de recuperación y, creyéndola inconsciente, se lanza a un soliloquio. Termina diciéndole a Selina que siempre la amará, cuando ella abre los ojos y le revela que estuvo despierta todo el tiempo y escuchó su confesión.

#### Batman R.I.P.
Durante los eventos de Batman R.I.P., el romance de Selina y Bruce dura solo una noche porque Bruce debe continuar haciéndose pasar por el amante de Jezabel para derribar el Guante Negro. Mientras aún se recupera, realiza un atraco más y se venga de Hush. Con la ayuda de algunos aliados de ambos lados; Oracle, Holly Robinson, Poison Ivy, Harley Quinn y Slam Bradley, Selina aprovecha los activos de Hush, dejándolo sin un centavo y sufriendo las heridas infligidas por Batman.

#### Battle for the Cowl
En Batman: Battle for the Cowl, Selina es vista como uno de los miembros del equipo de contingencia de Nightwing y Robin conocido como "la Red", donde se la ve derrotando a una pandilla de matones antes de ver a Tim Drake vestido con un uniforme de Batman e inicialmente es tomado por sorpresa.

#### Batman: Reborn y Gotham City Sirens
En el primer número de Gotham City Sirens, Selina se encuentra con Bonebuster, un nuevo villano que intenta hacerse un nombre, y es salvada por Poison Ivy. Selina, temiendo los muchos peligros de una Ciudad Gótica posterior a Batman, propone que ella, Ivy y Harley Quinn se unan y vivan juntas en una sola base en un refugio de animales abandonado. Ivy acepta con una condición: usando drogas de cosecha propia para debilitar la resistencia de Selina, Ivy exige la identidad del verdadero Batman. Selina retrocede tres años cuando Talia al Ghul solicitó su presencia en el Tíbet. Allí, Talia hizo que Selina no renunciara a la verdadera identidad de Batman bajo ninguna circunstancia. Después de que termina el interrogatorio, Selina ve a Harley con Bruce Wayne en la televisión. Selina le dice a Ivy que sabe que es Hush disfrazado.

#### Blackest Night
Durante los eventos de Blackest Night, Selina es atacada por Máscara Negra después de haber renacido como miembro del Black Lantern Corps. Después de que él le dice que planea obtener una respuesta emocional antes de matarla, Selina roba un automóvil y se dirige a la institución mental donde está retenida Maggie, creyendo que Máscara Negra vendrá por ella. Máscara Negra ataca la institución y de alguna manera despierta a Maggie de su coma. Selina llega a tiempo para ayudar a su hermana a huir a las alcantarillas. Mientras huye, Maggie le dice enojada a Selina que arruinó la vida de ambos el día que decidió convertirse en Catwoman. Devastada por la declaración de su hermana, Selina no se da cuenta de que ambas se dirigían a una trampa. Justo cuando Máscara Negra está a punto de sacarle los ojos a Maggie y empujarlos por la garganta de Selina, Harley e Ivy llegan y derrotan a Black Lantern atrapándolo en el estómago de una planta devoradora de hombres. Selina es ayudada a ponerse de pie por sus amigas, quienes le dicen que Maggie ha huido de la escena. Al día siguiente, se muestra a los miembros del personal de la institución mental discutiendo la fuga de Maggie, y también mencionan que una monja que trabaja en el hospital fue encontrada golpeada y despojada de su uniforme. Luego se muestra a Maggie en las profundidades de las alcantarillas de Gotham City vestida con túnicas de monja ensangrentadas, murmurando sobre su plan para matar a Catwoman para liberar el alma de Selina. Ahora llamándose Hermana Zero, Maggie intenta matar a Selina, pero finalmente huye después de ser derrotada por las Sirenas. Se la ve por última vez repasando sus opciones, ahora se da cuenta de que no puede asesinar a su propia hermana y, por lo tanto, debe exorcizar personalmente al "gato demonio" del interior del cuerpo de Selina.

#### El regreso de Bruce Wayne
En la preparación para El regreso de Bruce Wayne, las Sirenas ayudan a Zatanna a apagar un incendio masivo en un parque local cerca de su casa, solo para que una criatura hecha de barro les embosque. Después de ser arrastrada bajo el suelo por la criatura, Catwoman se despierta atada y amordazada en el suelo de una habitación oscura, y sus captores invisibles la obligan rápidamente a una ilusión. De vuelta en la realidad, Talia les revela a las sirenas que solo unas horas antes, un benefactor desconocido había ofrecido una gran recompensa a quien pudiera secuestrar y entregarle a Catwoman, con la esperanza de que pudiera penetrar en su mente y conocer la identidad secreta de Batman. Antes de que el conocimiento pueda ser arrancado de su mente, los captores de Selina (que se revela que son el Alcaudón y un nuevo villano llamado Sempai) finalmente son derrotados por las otras Sirenas.
Una vez que Selina es liberada, Talia le ordena a Zatanna que borre la identidad de Bruce de su memoria, razonando que su secuestro ha demostrado que el conocimiento es demasiado peligroso para que ella lo maneje. Las dos mujeres inicialmente sujetan a Selina e intentan quitarle el conocimiento, pero Zatanna se niega en el último momento y termina luchando contra Talia para proteger a Selina. Talia intenta matar a Selina antes de desaparecer, pero ella sobrevive y finalmente se reúne con Bruce, quien había regresado recientemente al presente.
Después de robar el contenido de una caja fuerte perteneciente a la familia criminal Falcone, Selina regresa a casa y encuentra a Kitrina, una escapista adolescente y la hija perdida de Carmine Falcone, irrumpiendo en su habitación. Ella ataca y somete a Kitrina, quien le dice a Selina que, sin saberlo, había robado un mapa que detalla la ubicación del nuevo búnker subterráneo de Máscara Negra Al darse cuenta de que podría usar el mapa para capturar a Máscara Negra y reclamar la recompensa de 50 millones de dólares por su cabeza, Selina deja a Kitrina atada en una habitación cerrada para que pueda quedarse con el mapa. Más tarde llama a Batman a su casa para entregar al posible ladrón a la policía, pero descubre que Kitrina logró liberarse y recuperar el mapa. Esto impresiona a Selina, quien menciona que había atado al niño con un nudo "inevitable" que Bruce le había mostrado años antes.
Después de una batalla con Máscara Negra y sus secuaces, que termina sin que ninguna de las mujeres pueda reclamar la recompensa, Selina acepta asumir a Kitrina como su nueva compañera, Catgirl. Una vez que Bruce Wayne regresa de su tiempo en el pasado, establece Batman Incorporated, un equipo global de Batman. Selina acompaña a Batman en una misión para irrumpir en el arsenal del Doctor Sivana y luego viaja con él a Tokio para reclutar a un representante japonés para Batman Inc. Catwoman se une a Batman para evitar que Harley Quinn saque al Guasón del Arkham Asylum. Después de derrotar a Harley y al Joker, Catwoman le dice a Poison Ivy que ya no son amigos, esto después de que Ivy la drogó en un intento por descubrir la identidad secreta de Batman.
Poco después, Poison Ivy y Harley Quinn escaparon y partieron para vengarse de Catwoman por dejarlas atrás. Las dos encontraron a Catwoman y lucharon contra ella. Mientras peleaban, Catwoman dice que vio algo bueno en ellos y que solo quería ayudarlos. Batman estaba a punto de arrestarlos, pero Catwoman los ayudó a escapar.

### The New 52 / Catwoman(vol. 4)
En 2011, DC Comics relanzó su línea principal de títulos de superhéroes bajo el paraguas The New 52, que revisó y actualizó la historia ficticia de sus personajes de superhéroes. El nuevo título mensual de Catwoman ahora se enfoca en los primeros días de Selina como Catwoman, aunque no en los orígenes de la identidad. La serie comienza con Selina escapando frenéticamente de desconocidos enmascarados que invaden su apartamento. Después de volar de azotea en azotea, Selina mira hacia atrás justo a tiempo para ver su apartamento destruido por explosivos. Ella recurre a su informante, Lola, quien a menudo le proporciona a Catwoman información y varios trabajos. En este caso, Lola avisa a Selina sobre un ático desocupado donde Selina puede pasar desapercibida durante unas semanas, así como un trabajo robando una pintura de mafiosos rusos. Para este trabajo, Selina se infiltra en un club ruso haciéndose pasar por la camarera. Allí reconoce a un hombre que asesinó a un amigo suyo y se venga. Una vez que se descubre su tapadera, Selina se pone su traje de Catwoman y lucha para salir del club. Se revela a través del monólogo interior de Selina que ella y Batman son amantes, y el primer número termina con la primera escena de sexo entre los dos. Su origen revisado en Catwoman (vol. 4) #0 se basa en Batman Returns.
Más tarde, Catwoman es confrontada por Steve Trevor, quien le ofrece un lugar en la nueva Liga de la Justicia de América de Amanda Waller. Selina inicialmente se niega, pero acepta la oferta después de que Trevor promete ayudarla a localizar a una mujer que aparentemente se ha hecho pasar por Selina. Más tarde se reveló que Catwoman fue elegida específicamente para derrotar a Batman en caso de que la JLA alguna vez necesitara derrotar a la Liga de la Justicia original. Los equipos finalmente entran en conflicto en el crossover "Trinity War" del editor.
En la continuidad de la Tierra Dos, Selina Kyle y Bruce Wayne están casados, y su hija, Helena Wayne, es la Robin de ese universo. En este universo, Selina se ha reformado o nunca fue una supervillana en primer lugar. Se revela en el número 0 de Worlds 'Finest que esta Selina fue asesinada mientras intentaba detener lo que ella creía que era una red de comercio humano.

#### Guardián del Castillo y Herencia
De 2014 a 2015, la escritora de ciencia ficción Genevieve Valentine se hizo cargo de la serie y escribió un arco narrativo de 10 números centrado en el reinado de Selina Kyle como jefa del crimen de Gotham City. Después de los eventos de Batman Eternal y anteriores a los de Batman #28, Selina toma el control de la familia criminal Calabrese, luego de revelarse como la hija de Rex Calabrese. Durante este tiempo, deja de usar el disfraz de Catwoman, lo que llevó a Eiko Hasigawa, heredera de la familia rival Hasigawa, a reemplazarla en el papel.
Las mujeres se enfrentan varias veces, discutiendo las motivaciones de Eiko para vestirse como Catwoman y si los planes de Selina para Gotham y las familias valen los sacrificios requeridos. Durante uno de sus encuentros, Selina y Eiko se besan, estableciendo su relación como romántica.

### Universo DC
En junio de 2016, el evento DC Rebirth relanzó nuevamente toda la línea de títulos de cómics de superhéroes de DC Comics con revisiones parciales de las historias ficticias de sus personajes. Catwoman asume un papel destacado en el tercer volumen de Batman. En diciembre de 2017, DC Comics finalizó la marca DC Rebirth, optando por incluir todo bajo un nombre y una pancarta más grandes de DC Universe, y Catwoman continúa apareciendo en el tercer volumen de Batman. La serie revela el origen de Selina Kyle a través de una serie de flashbacks y cartas intercambiadas entre ella y Bruce. Los padres de Selina murieron cuando ella era joven y apenas los recuerda. La envían al hogar Thomas y Martha Wayne para niños y niñas de Gotham, e incluso después de haber sido colocada en varios hogares de acogida, Selina escaparía para regresar al orfanato.
Finalmente, Selina asume la personalidad de Catwoman. Durante uno de sus atracos, Kite Man se le acerca para ayudar al Joker en una guerra de pandillas contra Riddler, a lo que ella se niega. Más tarde ayuda a Batman, con quien ya tiene una relación romántica, a espiar al Joker. Le disparan desde una ventana, pero sale ilesa. En algún momento en el futuro, el orfanato de su infancia es bombardeado por un grupo terrorista llamado Dogs of War. Batman arresta a regañadientes a Catwoman después de que los 237 mueren, a pesar de la insistencia de Catwoman en su culpabilidad.
La primera aparición de Catwoman después del comienzo de DC Rebirth es en Batman (vol. 3) #9, donde se revela que está encarcelada en Arkham Asylum por los presuntos asesinatos de los Perros de la Guerra. Batman está decidido a demostrar su inocencia y hace un trato con Amanda Waller para sacarla del corredor de la muerte a cambio de su ayuda en una misión a Santa Prisca. La misión de encontrar al Psico-Pirata es un éxito, y Batman y Catwoman regresan a Gotham City. Antes de que Batman pueda devolverla a su custodia, ella escapa. Batman investiga los asesinatos de los terroristas de los que ha sido acusada y deduce que, de hecho, fue Holly Robinson quien cometió los asesinatos después de que los terroristas incendiaran el orfanato en el que ella y Selina se criaron. Después de ser atacado por Holly Robinson, Batman es rescatado por Catwoman.
Bruce le propone matrimonio a Selina al final de Batman (vol. 3) #24. En el número 32, Selina le pide a Bruce que le proponga matrimonio nuevamente, a lo que ella responde "Sí". Los dos salen de Gotham hacia Khadym, donde Holly Robinson ha huido para limpiar el nombre de Selina, y finalmente se enfrenta a Talia al Ghul.
Batman Annual (vol. 3) #2 (enero de 2018) se centra en una historia romántica entre Batman y Catwoman, que comienza con sus encuentros iniciales y la aceptación de su atracción mutua compartida entre uno y otro. Hacia el final, la historia avanza hacia el futuro, en la que Bruce Wayne y Selina Kyle son una pareja casada en sus años dorados. Bruce recibe un diagnóstico médico terminal y Selina lo cuida hasta su muerte.
El día de su boda, Selina decide cancelar la boda cuando se da cuenta de que casarse con Bruce finalmente le quitaría lo que lo convierte en Batman. Más tarde se revela que esto se debe a las manipulaciones de Holly bajo las instrucciones de Bane para finalmente romper el espíritu y la voluntad de Batman. Posteriormente, Selina deja Gotham y comienza una nueva vida en la ciudad de Villa Hermosa, California (Catwoman (vol. 5) #1). Se enfrenta a la oposición de la familia Creel, hambrienta de poder, que dirige Villa Hermosa, específicamente de la primera dama Raina Creel.
Ella reaparece en la historia de "City of Bane", reuniéndose con Bruce luego de su derrota contra Bane y su padre Thomas Wayne de la realidad de Flashpoint. Proceden a ir a París para que Bruce se recupere, antes de interrumpir un envío de Veneno bajo la jurisdicción del lugarteniente de Bane, Magpie. Durante esto, se reconcilian y finalmente determinan cuándo se conocieron por primera vez (Batman creía que estaba en un barco cuando se encontraron por primera vez bajo sus alter ego; mientras que Catwoman creía que estaba en las calles como sus verdaderas identidades, que recuerda su encuentro en Batman: año uno). Posteriormente regresan a Gotham y derrotan a todos los enemigos de Batman que se habían puesto del lado de Bane antes de enfrentarse y derrotar al mismo Bane, momento en el que los dos son tomados por Thomas quien, en un intento de finalmente romper el espíritu de Bruce, le muestra el cadáver del recientemente asesinado Alfred. Sin embargo, tanto Bruce como Selina luego derrotan a Thomas utilizando tanto a Scarface como al Psico-Pirata.

## Relaciones románticas

### Batman
Aunque Catwoman históricamente ha sido retratada como una supervillana, Batman y Catwoman han trabajado juntos para lograr objetivos comunes y con frecuencia se los representa teniendo una relación romántica. Batman ha tenido muchas relaciones románticas con personajes femeninos a lo largo de los años, pero aunque estas relaciones tienden a ser de corta duración, la atracción de Batman por Catwoman está presente en casi todas las versiones y medios en los que aparecen los personajes.
En una historia de principios de la década de 1980, Selina y Bruce desarrollan una relación, en la que el panel de cierre de la historia final muestra que ella se refiere a Batman como "Bruce". Sin embargo, un cambio en el equipo editorial trajo un final rápido a esa historia y, aparentemente, todo lo que sucedió durante ese arco de la historia.
Bruce Wayne y Selina Kyle (sin disfraz) desarrollan una relación durante Batman: The Long Halloween. La historia ve a Selina salvando a Bruce de Poison Ivy. Sin embargo, la relación termina el 4 de julio cuando Bruce rechaza sus avances dos veces; una vez como Bruce y una vez como Batman. En Batman: Dark Victory, la deja plantada en dos días festivos, lo que hace que ella lo deje para siempre y se vaya de Gotham City por un tiempo.
Cuando los dos se encuentran en una ópera muchos años después, durante los eventos del arco argumental de 12 números llamado Batman: Hush, Bruce comenta que los dos ya no tienen una relación como Bruce y Selina. Sin embargo, Hush ve a Batman y Catwoman uniéndose como aliados contra toda la galería de villanos y reavivando su relación romántica. En Hush, Batman revela su verdadera identidad a Catwoman.
Después de la introducción del multiverso de DC Comics en la década de 1960, DC estableció que las historias de la Edad de Oro están protagonizadas por Batman de Tierra-Dos, un personaje de un mundo paralelo. Esta versión de Batman se asocia y se casa con la Catwoman reformada de la Tierra Dos, Selina Kyle (como se muestra en Superman Family #211). Tienen una hija llamada Helena Wayne, quien, como Cazadora, se convierte (junto con Dick Grayson, el Robin de la Tierra Dos) en la protectora de Ciudad Gótica una vez que Wayne se retira del cargo para convertirse en comisionado de policía, cargo que ocupa hasta que lo matan durante una aventura final como Batman.
Se muestra a Batman y Catwoman teniendo un encuentro sexual en la parte superior de un edificio en Catwoman (vol. 4) # 1 (noviembre de 2011), y el mismo problema implica que los dos tienen una relación sexual en curso.
Tras el reinicio de la continuidad de DC Rebirth, los dos vuelven a tener un encuentro sexual en una azotea en Batman (vol. 3) #14 (2017). [52] En el tercer volumen de Batman, Selina y Bruce están en una relación romántica, y los recuerdos del pasado revelan su historia juntos. Bruce le propone matrimonio a Selina en Batman (vol. 3) # 32 (diciembre de 2017), a lo que ella dice "Sí".

### Otros
Antes de la revisión de toda la línea New 52 y el relanzamiento de los títulos y personajes de superhéroes de DC Comics, Selina tenía una relación con Slam Bradley Jr. y lo nombró padre de su hija Helena. Sin embargo, el padre todavía puede haber sido Bruce Wayne.
En febrero de 2015, una historia de la escritora Genevieve Valentine muestra a Selina besando a su compañera Catwoman Eiko Hasigawa.

## Equipo

### Armas
Durante la Edad de Plata, Catwoman, como la mayoría de los villanos de Batman, usó una variedad de armas, vehículos y equipos temáticos, como un automóvil personalizado llamado Cat-illac. Este uso también apareció en la serie de televisión Batman de los años sesenta. En sus apariciones posteriores a la crisis, el arma favorita de Catwoman es un látigo. Ella maneja un látigo estándar y el gato de las nueve colas con habilidad experta. Ella usa el látigo porque es un arma que el usuario debe estar entrenado para usar, y por lo tanto no se le puede quitar ni usar contra ella en una confrontación. También se la puede ver usando una pistola contra la gente si le quitan el látigo. Catwoman usa abrojos como arma antipersonal y bolas. Enreda a los oponentes a distancia.
También se ha demostrado que Catwoman tiene varios elementos para contener a sus víctimas, como cuerdas para atar manos y pies, y un rollo de cinta adhesiva que se usa para amordazar a sus objetivos, como lo ha hecho con varias víctimas durante sus robos a lo largo de los años. A menudo, especialmente en la serie de televisión, usa gas durmiente o dardos de nocaut para someter a las víctimas. El atractivo de Catwoman y las artimañas femeninas también le han permitido aprovecharse de los oponentes masculinos.

### Disfraz
Catwoman, en su primera aparición, no llevaba ningún disfraz. No fue hasta su próxima aparición que se puso una máscara, que era una máscara de gato que cubría el rostro de forma teatral que tenía la apariencia de un gato real, en lugar de una máscara facial más estilizada que se veía en sus últimas encarnaciones. Más tarde, llevaba un vestido con una capucha que venía con las orejas, y aún más tarde, un traje de gato con botas atadas y una máscara de dominó o gafas.
En la década de 1960, el traje de gato de Catwoman era verde, que era típico de los villanos de esa época. En la década de los 90, usualmente usaba un traje de traje muy ceñido de color púrpura antes de cambiar a un traje negro similar al de Michelle Pfeiffer en Batman Returns, excepto que no estaba cosido.
En los últimos años, los artistas generalmente han representado a Catwoman con alguna variación de un traje negro ajustado. Ed Brubaker, el escritor detrás de la renovación del personaje en 2001, ha declarado que el traje actual de Selina se inspiró en el icónico traje de gato de cuero de Emma Peel en la serie de televisión The Avengers. Tiene un aspecto más tecnológico, con gafas infrarrojas en forma de dominó en la capucha. Muchos de sus disfraces han incorporado garras de metal retráctiles en las puntas de los dedos de sus guantes y, a veces, en las puntas de sus botas. En raras ocasiones, también ha lucido una cola de gato.
El 21 de mayo de 2018, DC Comics presentó el disfraz renovado de Catwoman de Selina diseñado por la escritora y artista de cómics Joëlle Jones. El nuevo traje es negro con aberturas debajo de los brazos y hombros para movilidad junto con refuerzo en el medio. Atrás quedaron las gafas en favor de una capucha y guantes y botas más elegantes y elegantes. Jones, que había estado dibujando las portadas y el arte interior de Batman de DC Rebirth, fue anunciado como el escritor y artista de una nueva serie en solitario de Catwoman (volumen 5).
Holly Robinson usa el mismo disfraz que usó Selina antes de Infinite Crisis.

## Otras versiones

### Tierra-Dos
En los cómics de la década de 1970, Catwoman de Tierra-Dos (la Tierra paralela que se declaró retroactivamente como el hogar de los personajes de la Edad de Oro de DC) tiene la misma historia que su contraparte de la Edad de Oro. Más tarde, Selina se reformó en la década de 1950 (después de los eventos de Batman # 69) y se casó con Bruce Wayne; poco después, dio a luz a la única hija de la pareja, Helena Wayne (la Cazadora). The Brave and the Bold # 197 (abril de 1983) elabora sobre el origen de la Edad de Oro de Catwoman dado en Batman # 62, después de que Selina revela que nunca sufrió amnesia. Se revela que Selina Kyle había estado en un mal matrimonio y finalmente decidió dejar a su esposo. Sin embargo, su esposo guardaba sus joyas en su bóveda privada y ella tuvo que entrar para recuperarlas. Selina disfrutó tanto de esta experiencia que decidió convertirse en una ladrona de gatos disfrazada profesional, y así comenzó una carrera que la llevó repetidamente a encontrarse con Batman.
La Tierra-Dos/Edad Dorada Selina Kyle finalmente muere a fines de la década de 1970 después de ser chantajeada por su antiguo subordinado "Silky" Cernak para que volviera a la acción como Catwoman, como se muestra en DC Super-Stars # 17 (diciembre de 1977 ). Murió cuando el arma del secuaz de Cernak se disparó y la golpeó en el pecho lo suficiente como para que cayera desde el entrepiso del cuarto piso. Murió en los brazos de Bruce diciendo "Lo hice todo por ti". Este incidente llevó a Helena Wayne a convertirse en Cazadora y llevar a Cernak ante la justicia.

### The Dark Knight Returns
Selina Kyle aparece cuatro veces como una señora mayor y con algo de sobrepeso en Batman: The Dark Knight Returns de Frank Miller; todos son breves. La primera vez es en un mensaje telefónico a Bruce ("Selina. Bruce, me siento solo"). Luego, es atacada por el Joker, quien usa una droga de control mental para convencerla de que envíe a una de sus prostitutas para usar la misma sustancia en un gobernador. El Joker luego la golpea, la viste con un traje de Mujer Maravilla, la ata y la amordaza, dejándola para que Batman la encuentre. La última aparición de Selina en el libro es en el funeral de Bruce Wayne, donde le grita a Superman, diciéndole que sabe quién mató a Bruce. Ella no aparece en Batman:, la historia de seguimiento de Miller, aunque se hace referencia a ella en el prólogo escrito para la versión de bolsillo comercial, pero en el libro, el apodo de Carrie Kelley de "Catgirl" es un homenaje a Catwoman.

### Flashpoint
En la línea de tiempo alternativa del evento Flashpoint, Selina Kyle se convierte en Oracle, aparentemente paralizada en circunstancias no especificadas.

### Batman: Tierra Uno
En el segundo volumen de la serie de novelas gráficas Batman:Tierra uno, Selena Kyle aparece y ayuda a Batman a curar sus heridas después de perseguir a Riddler, fingiendo ser una madre soltera que vive en el edificio de apartamentos donde resultó herido. Más tarde, Batman descubre que ella no es ni la inquilina del apartamento ni la madre, sino un ladrón que estaba robando el edificio en ese momento.

### Equipo de Scooby-Doo
Durante un cruce con el elenco de Scooby-Doo, Catwoman se hace pasar por un fantasma para estafar a Harley e Ivy y sacarles el Ópalo de Isis, un artefacto raro. Después de que los miembros de Mystery, Inc. desentrañan su estafa, Catwoman intenta huir con el ópalo. Pronto la encuentran atada y amordazada, y Batgirl logró derrotarla y recuperar el ópalo fuera de la pantalla.

### Injustice: Gods Among Us
En el universo Injustice (basado en el videojuego del mismo nombre), Catwoman es cofundadora de la resistencia Insurgency con Batman, que se formó después de la muerte de Dick Grayson. Aunque Selina apoya a Batman durante cinco años, finalmente se une al Régimen después de perder la esperanza de que el Régimen realmente pueda ser detenido. Después de la derrota de Superman, ella vuelve a unirse al lado de Batman y actúa como su topo para el nuevo equipo de supervillanos de Gorilla Grodd, la Sociedad.

### Tierra 2
En 2011, The New 52 revisó y relanzó los títulos de superhéroes de DC Comics, incluidas revisiones de las historias y personajes del universo alternativo de "Tierra-Dos", rebautizado como "Tierra-2". La versión Tierra 2 de Catwoman está casada con Batman y es la madre de Helena Wayne. Catwoman entrenó a su hija en la lucha contra el crimen para que algún día pueda ayudar a su padre, que está ocupado protegiendo al mundo de amenazas mayores. Batman se enteró de la salida y se enojó, solo para que Catwoman lo calmara y lo besara. Más tarde, Helena acudió en ayuda de su padre y descubrió que soldados de otro mundo mataron a Catwoman mientras Batman lloraba su muerte.

### Batman '89
En 2021, DC anunció que lanzaría una continuación de cómic de las dos primeras películas de Batman de Tim Burton, Batman (1989) y Batman Returns (1992), Batman '89, escrita por Sam Hamm e ilustrada por Joe Quinones. El libro sigue los eventos de Batman Returns (1992) e incluye el regreso de Selina Kyle / Catwoman de Michelle Pfeiffer.

## Apariciones en otros medios

### Series

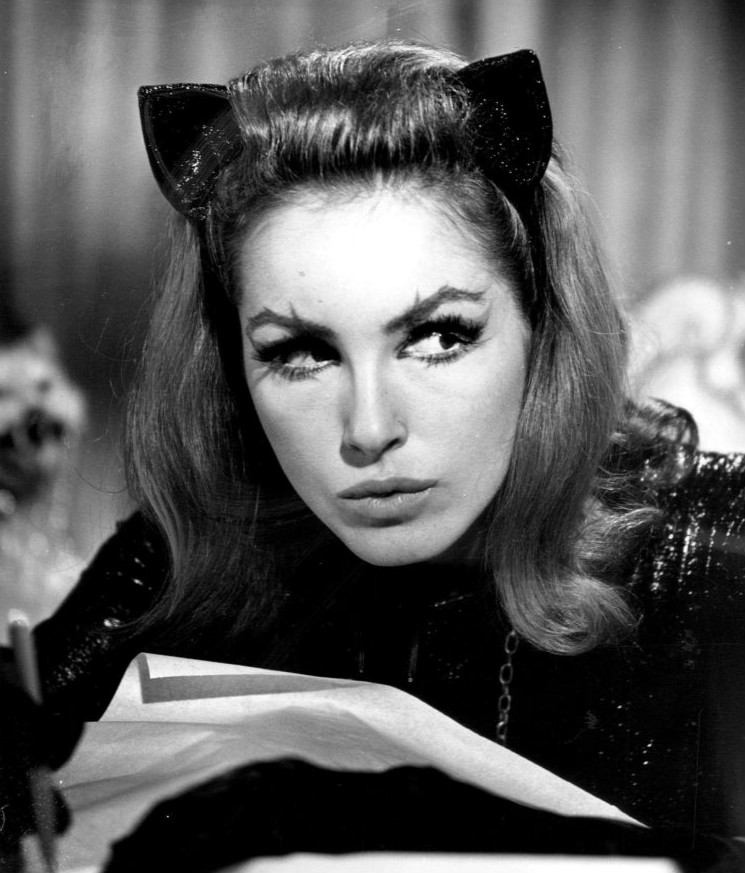
Julie Newmar como Catwoman en la serie de televisión de 1966 Batman.

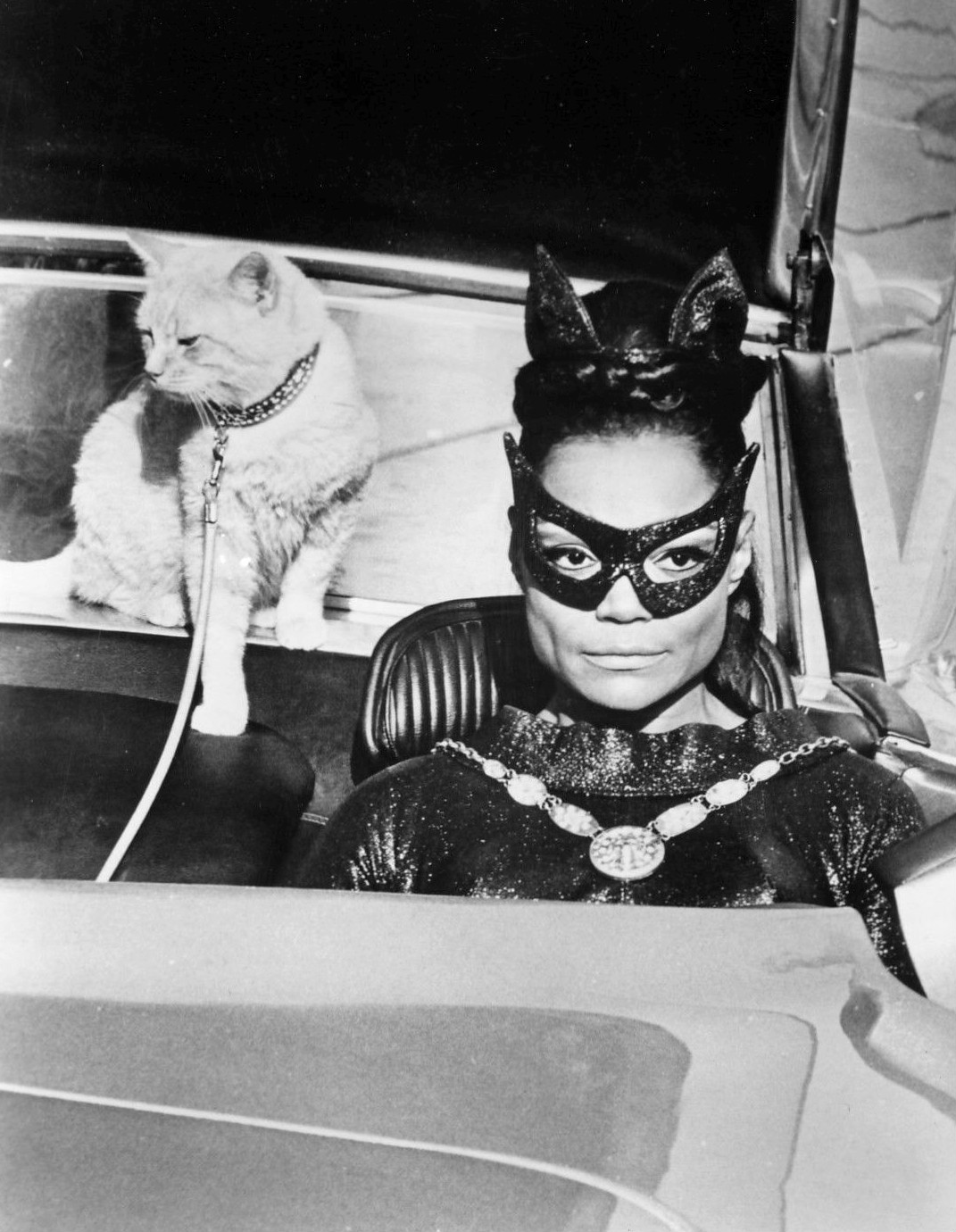
Eartha Kitt como Catwoman en la serie de televisión Batman en el año 1968.

#### Batman(1966-1968)
En la serie de los años sesenta fue interpretada por Julie Newmar en las temporadas 1966 y 1967, y Eartha Kitt en solo tres capítulos antes de cancelarse la serie en 1968. En la serie, Catwoman era una de las villanas principales, indiferenciable de los otros y aunque mostraba atracción hacia Batman no escatimaba en intentos de matarlo al igual que los demás villanos. En la película de 1966, el personaje fue interpretado por Lee Meriwether.

#### Batman la serie animada(1992-1995)
En la aclamada serie animada de los noventa, fuertemente influenciada por la película de Tim Burton, Selina Kyle asume un papel similar de ladrona y antagonista a la vez que interés romántico, sin incurrir nunca en delitos violentos y mostrando una preocupación recíproca hacia Batman. Selina aparece rubia al igual que Michelle Pfeiffer, aunque su traje es ligeramente diferente. Su actriz de voz fue Andriene Barbeau.

#### Las nuevas aventuras de Batman(1997)
Selina tenía el pelo corto y negro (a diferencia del largo pelo rubio de la serie predecesora o se recortó el pelo y se lo tiñó de negro) y, como Catwoman, vestía un traje principalmente inspirado en el que lució Michelle Pfeiffer en la película Batman Returns. En esta serie, al igual que en la anterior, no queda claro si es heroína o villana, ya que no ayuda a Batman en ninguna de sus apariciones, pero tampoco parece tolerar que éste sufra algún daño. Por supuesto, se mantiene esa relación amor-odio de la serie original, pero perdiendo parte del erotismo de su versión anterior.

#### Batman Beyond(1999)
Pese a no haber hecho aparición de ningún tipo en Batman Beyond y desconocerse qué fue de ella, Catwoman tiene una fuerte presencia en esa serie. Se menciona por primera vez en el episodio "La mano del hombre muerto", en el que Terry McGinnis (el Batman del futuro) conoce a una chica llamada Melanie Walker, con quien inicia una relación que podría compararse a la que Selina Kyle tuvo con el Batman original. Incluso, el propio Terry le pregunta a Bruce al final del episodio si algo similar le sucedió, a lo que Bruce sonríe y le responde "Ha llegado el momento de que te hable de una mujer llamada Selina Kyle...".
Al finalizar la producción de Batman Beyond: Return of the Joker, Bruce Timm realizó un guion para una nueva película de Batman, en la cual Catwoman aparecería como una anciana. La película jamás se realizó, y el guion se reescribió y salió al aire como el último capítulo de la segunda temporada de Liga de la Justicia Ilimitada.
En algún punto entre Liga de la Justicia ilimitada y Batman Beyond, Selina se reformó y se convirtió en aliada de Batman, y pasó a ser otra de sus asistentes. Todo esto es mencionado tanto por Terry como por Bruce en el episodio "Epílogo".

#### The Batman(2004-2008)
En la serie animada The Batman que se estrenó en el año 2004 fue interpretada por Gina Gershon Catwoman era una villana de más en la serie, aunque no mostraba una gran atracción hacia Batman nunca se besaron en toda la serie y supuso un gran cambio en su aspecto físico. Selina llevaba el pelo negro y largo aunque a veces lo llevaba recogido y el diseño de su traje era de color negro, llevaba unas gafas naranjas sobre su máscara y unos guantes rojos.

#### Batman: The Brave and the Bold(2009-2011)
Catwoman fue uno de los muchos personajes de DC Comics adaptados para la serie animada de 2008 Batman: The Brave and the Bold, con la voz de Nika Futterman. Siguiendo el tono del espectáculo, el diseño del personaje utilizado para la mayoría de sus apariciones se dibujó desde la década de 1950 hasta mediados de la década de 1960 y nuevamente desde finales de 1970 hasta mediados de la década de 1980. Este atuendo es el traje morado de manga larga con capa verde y tocado / máscara morados con orejas de gato.

#### Gotham(2014)

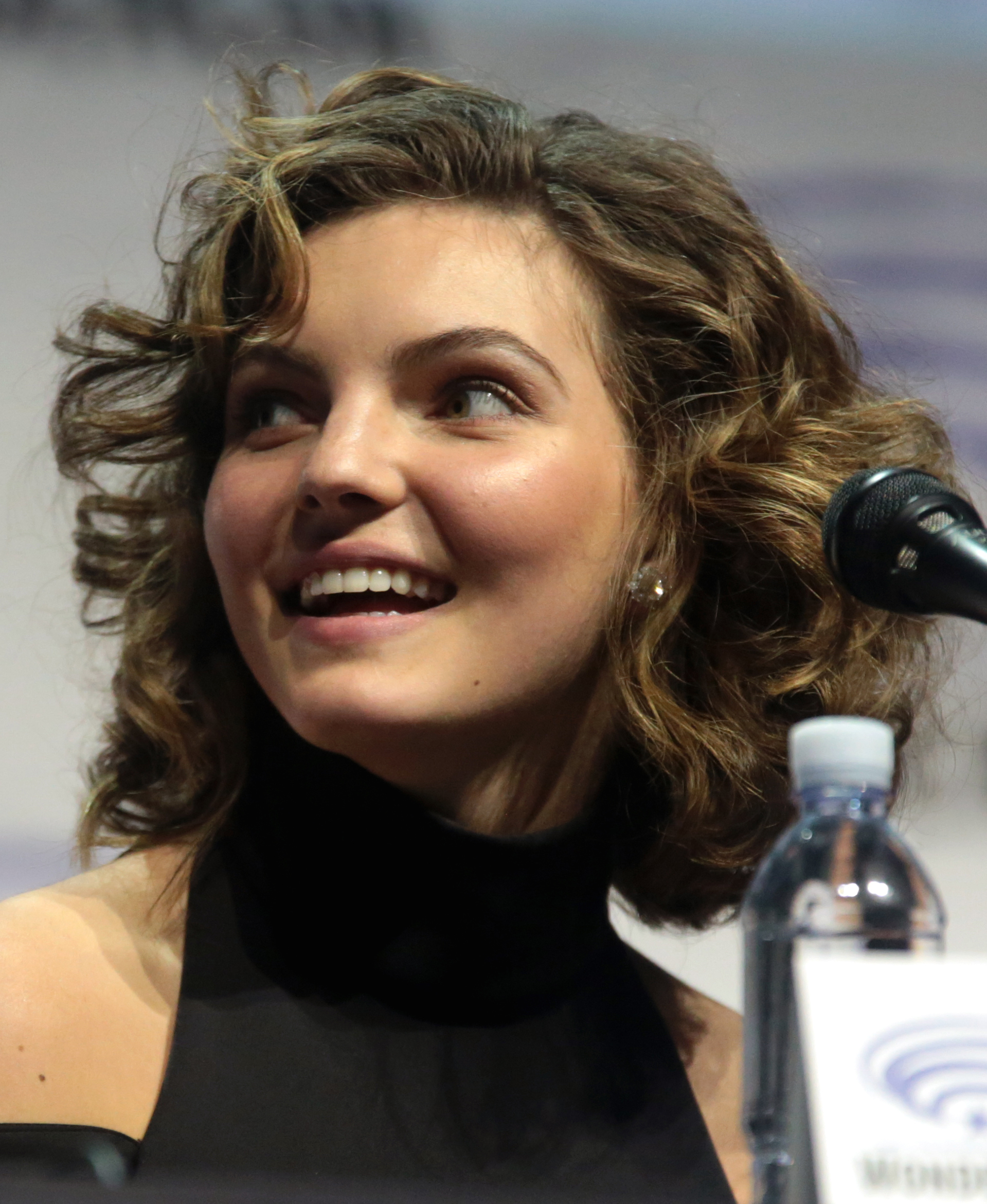
Camren Bicondova interpreta a Selina Kyle en la serie Gotham.

Selina Kyle aparece en la serie de televisión de Gotham, interpretado por Camren Bicondova. Selina Kyle es representada como una ladrona de 14 años de edad, apodada "Cat", que vive en las calles de la ciudad de Gotham. En el primer episodio de la serie, ella es testigo del asesinato de Thomas y Martha Wayne. Tras los asesinatos, Selina se acerca alrededor de perímetro de la Mansión Wayne. Gordon hace arreglos para que se quede en la Mansión Wayne, donde se hace amiga del joven Bruce Wayne. Después ambos escapan a la ciudad cuando una banda de asesinos a sueldo llegan a la mansión con el objetivo de matarla a ella por ser testigo de la muerte de los padres de Bruce. Aunque el detective Jim Gordon y el mayordomo Alfred Pennyworth logran rescatar a Bruce, Selina vuelve a las calles a esconderse. Más tarde, vuelve a la Mansión Wayne a devolverle algunos artículos robados a Bruce y en medio de la despedida le da su primer beso.
En la segunda temporada, después de superar una rivalidad con Silver St. Cloud, un nuevo interés amoroso de Bruce, se vuelve su pareja formal. Esta relación termina en la temporada tres, cuando la madre de Selina vuelve a Gotham desesperada y le pide a su hija dinero para escapar de un hombre que la persigue. Selina descubre que su madre en realidad la estaba engañando y que Bruce lo sospechaba y le dio el dinero sin decirle nada a Selina. Entre lágrimas y enfadada, la joven rompe con Bruce Wayne.
Más tarde, Bruce es raptado y reemplazado por su doppelgänger. Cuando Selina se da cuenta, amenaza con delatarlo a Alfred, por lo que él la empuja por la ventana de un edificio sobreviviendo después. En la cuarta temporada podemos ver sus inicios como Catwoman teniendo como mentora a Tabitha Galavan.

#### DC Nation
Catwoman apareció en los cortos de Batman de Shanghái en el bloque DC Nation, con la voz de Stephanie Sheh. Al alejarse de los cómics, fue representada como una ladrona china activa en Shanghái durante la década de 1930.

#### DC Super Hero Girls(2015-2018)
Catwoman aparece en la serie web DC Super Hero Girls como estudiante en Super Hero High, con la voz de Cristina Pucelli.

#### DC Super Hero Girls(2019)
Catwoman aparece en la serie animada de 2019 DC Super Hero Girls, con la voz de Cree Summer personificando a la difunta Eartha Kitt.
Harley Quinn (2019-)
Harley Quinn es una serie animada para adultos basada en el personaje del mismo nombre, y sigue las aventuras de Harley Quinn y su mejor amiga/novia Hiedra Venenosa. Sanaa Lathan presta su voz como Catwoman en la segunda temporada de esta serie durante tres episodios, Catwoman (2020), Bachelorette (2020) y The Runaway Bridesmaid (2020). 

### Cine

#### Acción en vivo

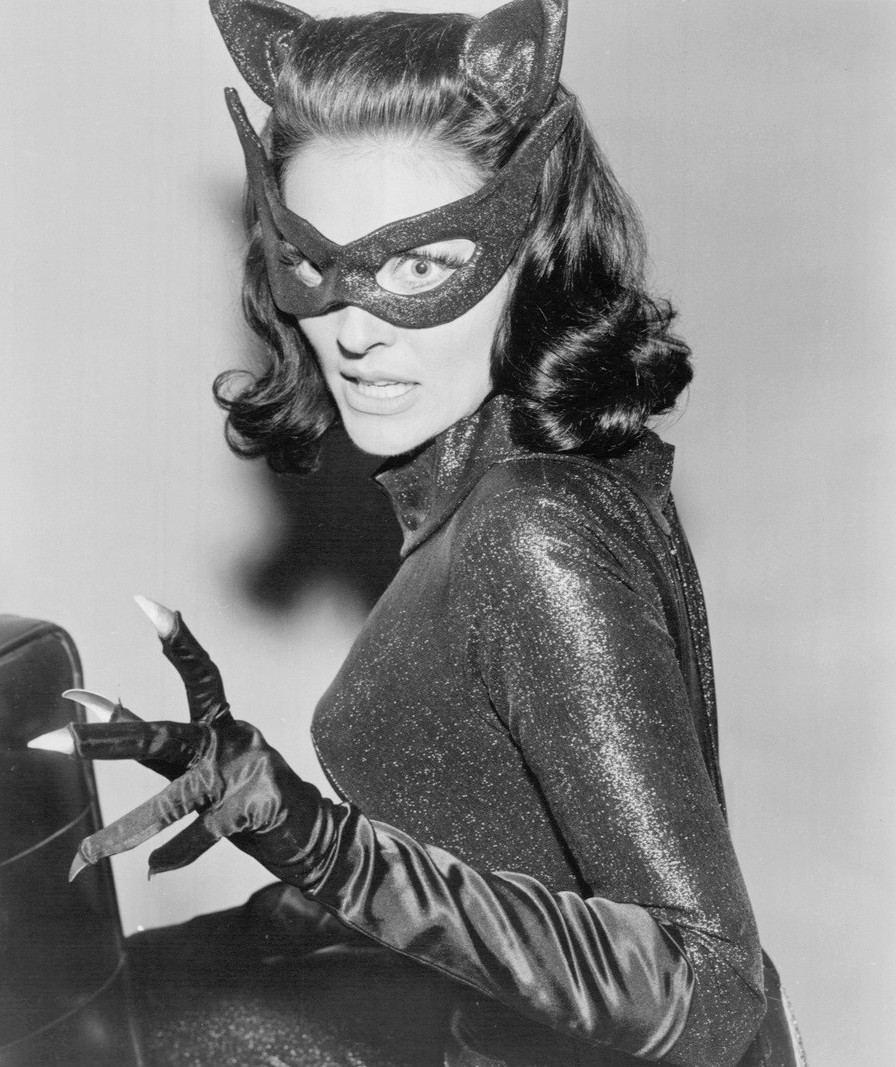
Lee Meriwether, Catwoman en Batman (1966).

##### Batman(1966)
Para esta película basada en la comedia televisiva Batman se esperaba contar con Julie Newmar (la Catwoman de la serie). Pero ella se encontraba rodando otra película. Por esto, debió ser reemplazada por la actriz Lee Meriwether. En la película, Catwoman conforma un equipo de villanos junto al Joker, Riddler y Pingüino para conquistar el mundo secuestrando a las máximas autoridades mundiales.

##### Batman Returns(1992)

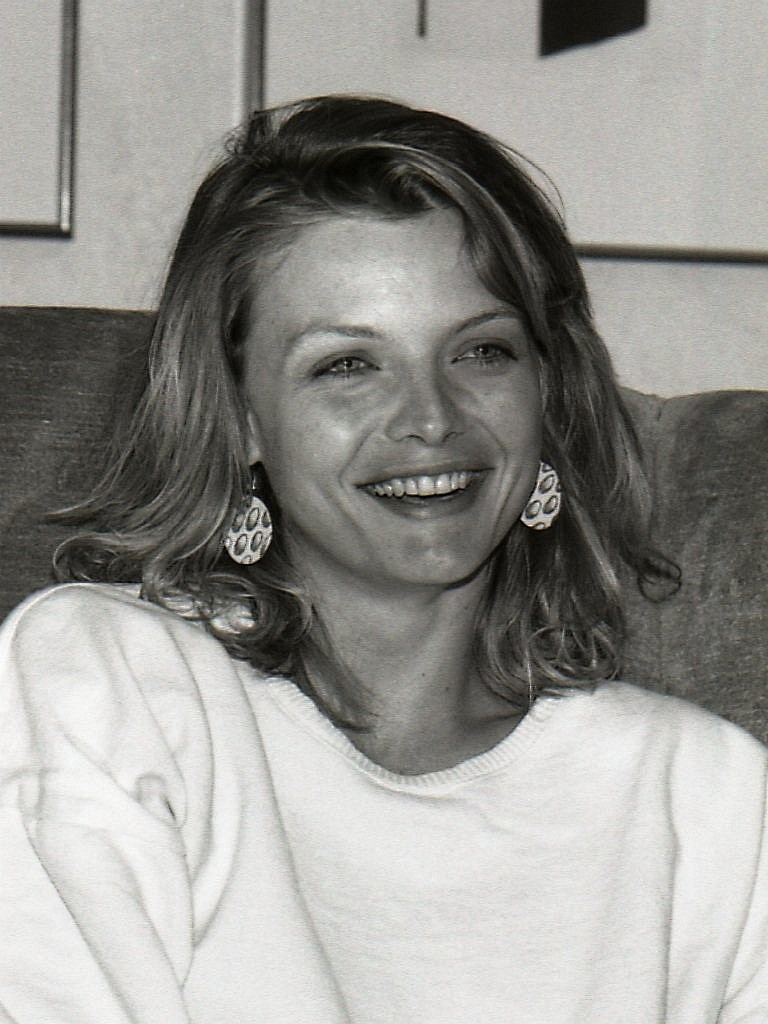
Michelle Pfeiffer interpreta a Selina Kyle en Batman Returns.

En la película Batman Returns, Selina Kyle (Michelle Pfeiffer) es una solitaria y sumisa oficinista que trabaja para el millonario Max Schreck, quien planea robar la energía eléctrica de Gotham City con un condensador, haciéndolo pasar por un gran generador de energía. Al ser descubierta por su jefe, mientras examinaba archivos protegidos, este la asesina empujándola por la ventana de su oficina. Gracias a los obstáculos que ablandaron la caída como las cubiertas y la nieve, no fue completamente “asesinada”. Cuando cae inconsciente en un callejón es rodeada por gatos callejeros, quienes empiezan a lamerla y mordisquearle los dedos, lo cual, sorpresivamente, hace que despierte del coma. Selina regresa a su apartamento donde hace su entrada rutinaria. Al escuchar las grabaciones de su máquina contestadora telefónica, que le recordaban su estilo de vida, estalla en un ataque de ira reprimida. Selina destruye su hogar y se deshace de todo aquello que representaba su antigua vida. Entonces encuentra en su guardarropa una gabardina de vinilo negro, con la cual crea su traje de Catwoman.
En el transcurso de la película vemos a Catwoman seduciendo a Batman y a Bruce Wayne, pero dividida mentalmente por sus alteregos. Al final del filme, se ve frágil, perdida, e incluso muestra haber perdido parte de su cordura, Entonces decide rechazar a Batman/Bruce Wayne a fin de saciar su enfermiza sed de venganza, asesinando a su jefe y al mismo tiempo suicidándose electrocutada. Al final de la película, en un callejón, se observa la sombra de Catwoman, por lo cual se infiere que de nuevo volvió a la vida.
En Batman Forever es indirectamente mencionada por la doctora Chase Meridian, interpretada por Nicole Kidman, cuando tras haber trabajado como psiquiatra de Batman, le confiesa su interés amoroso y le pregunta si quería que ella vistiese un traje de vinilo con un látigo.

##### Catwoman(2004)

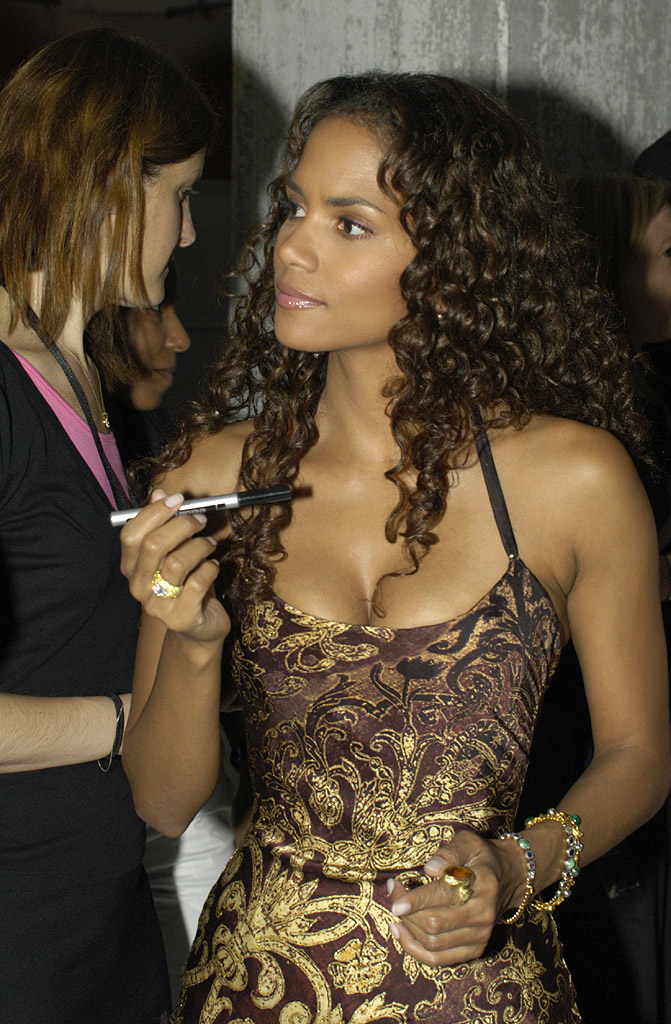
Halle Berry, Catwoman en Catwoman.

En 2004, Halle Berry interpretó a un personaje llamado Catwoman en la película de mismo nombre, pero el personaje no tiene ninguna relación con el universo de Batman, ni con Selina Kyle. En esta película, Catwoman se llama Patience Phillips, que es una diseñadora gráfica que trabaja en una empresa cosmética, sumergida en una enorme conspiración. Patience muere, es resucitada por un gato Mau egipcio y adquiere poderes sobrenaturales relacionados con habilidades felinas. En esta película se le agrega una explicación mística al origen del personaje, a diferencia de la Catwoman del Universo DC que no tiene poderes sobrenaturales. Su ropa ahora expone su vientre, exponiendo también su punto débil.

##### The Dark Knight Rises(2012)

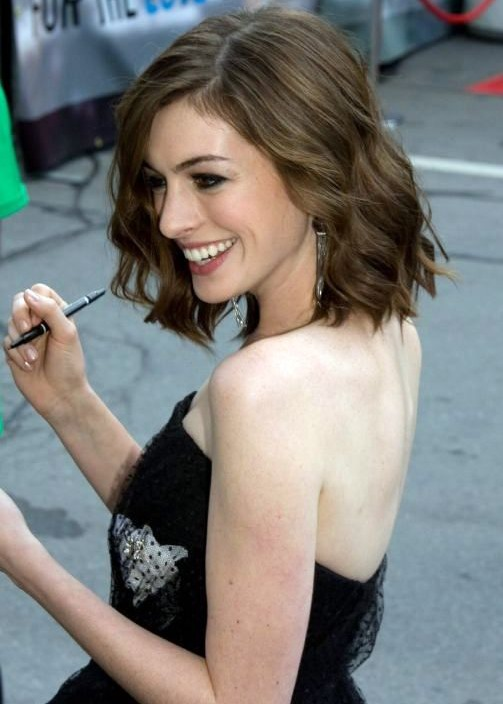
Anne Hathaway, Selina Kyle en The Dark Knight Rises.

Anne Hathaway interpreta a Selina Kyle en el filme The Dark Knight Rises, secuela de Batman Begins y The Dark Knight. Es la versión más fiel a los cómics hasta la fecha. En esta versión, Selina Kyle es una hábil ladrona de joyas, apodada "The Cat" (La Gata) buscada en varios lugares por sus robos. Una de sus principales motivaciones en la película es adquirir un programa para borrar sus datos, y así redimirse y empezar una nueva vida.
La Gata demuestra su habilidad en varias ocasiones; es presentada disfrazándose de empleada doméstica para introducirse a las habitaciones de la Mansión Wayne y robar huellas dactilares (por encargo) y el famoso collar de perlas de la madre de Bruce. Luego es vista robando joyas y corriendo por los tejados de los edificios de Gotham, hasta enfrentarse en lucha contra soldados de Bane.
Destaca su moral ambigua y, al igual que en los cómics, es una de las dos principales mujeres con interés amoroso hacia Bruce Wayne/Batman. Finalmente, Bruce consigue borrar los antecedentes delictuales de Selina y ambos se van a rehacer una vida fuera de Gotham, juntos.
Su diseño de vestuario se basó en la Catwoman de Julie Newmar de 1966, la esencia del personaje fue sacada de los primeros cómics de 1940, sus escenas en exteriores y su amiga Jen están basados en escenas de cómics modernos, y en su amiga prostituta preadolescente Holly del clásico cómic Batman: Año Uno, y en la película se incluyó una escena de vals desenmascarándose en un baile de disfraces junto a Bruce Wayne al igual que en Batman Returns.

##### DC Extended Universe
En Batman v Superman: Dawn of Justice (2016), Bruce le dice a Diana: "Tú no me conoces pero yo he conocido a varias como Tú", haciendo referencia a Catwoman. En diciembre de 2016, el director David Ayer anunció que Catwoman aparecerá en Gotham City Sirens.
Zack Snyder originalmente había planeado que Selina Kyle sea interpretada por la actriz Carla Gugino.

##### The Batman(2022)

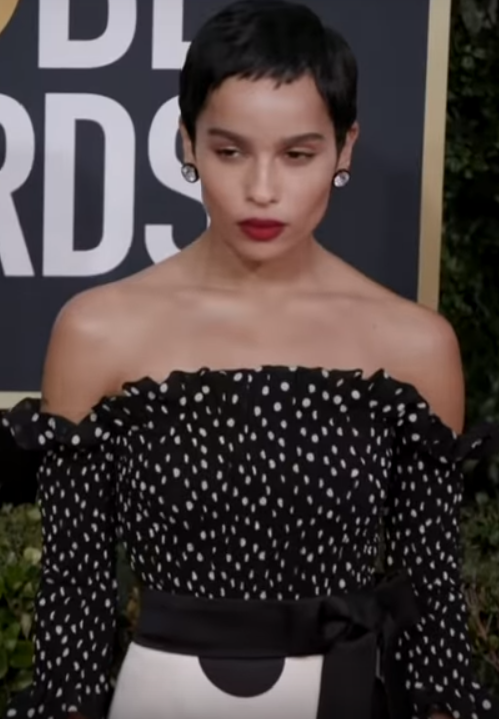
Zoë Kravitz es Selina Kyle en The Batman.

En 2019 Zoë Kravitz fue seleccionada para interpretar a Selina Kyle en el filme The Batman. Tras el estreno de la película Kravitz tuvo una muy buena recepción por parte de la crítica y el público, por ser un personaje apegado al de los cómics y lograr una muy buena química en su relación con Batman interpretada por Robert Pattinson.

#### Animación
- Una versión del Sindicato del Crimen de América llamada She-Bat aparece brevemente en Justice League: Crisis on Two Earths como una de las secuaces de Superwoman. Esta versión es una amalgama de Man-Bat, Catwoman y Francine Langstrom.
- Eliza Dushku expresa Catwoman en Batman: Año uno.[9] El lanzamiento de DVD y Blu-ray también presenta el corto DC Showcase: Catwoman, otra vez con Eliza Dushku como la voz.
- Catwoman aparece en Lego Batman: The Movie - DC Superheroes Unite, adaptado del videojuego Lego Batman 2: DC Superheroes, con la voz de Katherine Von Till.
- Selina Kyle aparece en Batman: The Dark Knight Returns, con la voz de Tress MacNeille.
- Julie Newmar repitió su papel de Catwoman en Batman: Return of the Caped Crusaders, que es una continuación de la serie de televisión de los años sesenta.[10] La película incluye una breve referencia a las versiones de Lee Meriwether y Eartha Kitt del personaje cuando un golpe en la cabeza hace que Batman vea una imagen triple de Catwoman. Newmar repite el papel en Batman vs. Two-Face. Meriwether también hace una aparición como Lucille Diamond, la abogada del Rey Tut. Catwoman escapa de la prisión cambiando de ropa con Lucille y atrapando al abogado en su celda. Diamond, al despertar, descubre que disfruta del disfraz e incluso comienza a ronronear, lo que implica que la encarnación de Meriwether era un individuo diferente.
- Catwoman aparece en The Lego Batman Movie, con la voz de Zoe Kravitz. Ella es un miembro de The Rogues, el equipo de supervillanos en liga con el Joker.
- La versión valiente y audaz de Catwoman aparece en Scooby-Doo! & Batman: The Brave and the Bold, con Nika Futterman retomando su papel.
- Selina Kyle aparece en la animada adaptación Gotham by Gaslight, con la voz de Jennifer Carpenter, con Grey Griffin como su voz de canto.
- Catwoman aparece en la película de anime Batman Ninja, con la voz de Ai Kakuma y Grey Griffin en japonés e inglés respectivamente.
- Catwoman aparece en la película animada Batman: Hush, con la voz de Jennifer Morrison.
- Catwoman aparece en la película animada de dos partes Batman: The Long Halloween con la voz póstuma de Naya Rivera.[11]
- Catwoman aparece en la película animada Injustice, con la voz de Anika Noni Rose.[12]
- El 8 de febrero de 2022 se estrenó una película de anime de Catwoman titulada Catwoman: Hunted con Elizabeth Gillies dando voz al personaje.[13]

### Videojuegos
- Catwoman aparece como un jefe en el juego de 1993 Batman Returns basado en la película de 1992 de Tim Burton.
- En el 1999 de desplazamiento lateral videojuego Catwoman videojuego por Kemco, Catwoman es contratada por Talia al Ghul de robar un cráneo de cristal antiguo del Museo de Gotham City. Ra's al Ghul quiere usar el cráneo para crear un arma poderosa que será capaz de destruir una ciudad entera.
- La versión de Patwoman Phillips de Catwoman aparece en el videojuego Catwoman (un enlace al largometraje Catwoman de 2004), con la voz de Jennifer Hale.[14]
- Catwoman aparece como una luchadora en el juego de lucha crossover Mortal Kombat vs. DC Universe, interpretada por Brenda Barrie y expresada por P.J. Mattson. Esta versión está clasificada como un villano en el juego. Su papel en el juego es pequeño. El final de su juego muestra su regreso a Gotham City y descubrir que debido a la esencia mágica de la fusión de los mundos, ahora tiene la capacidad de transformarse en una pantera negra a voluntad, aumentando su velocidad y fuerza. Esta encarnación también se hace referencia en el diálogo previo a la batalla entre Sub-Zero y Catwoman en Injustice 2, en el que los dos se reconocen entre sí por su encuentro anterior.
- Catwoman aparece en Batman: The Brave and the Bold - El videojuego, expresado de nuevo por Nika Futterman. En el juego, se une a Catman para robar un antiguo artefacto y convertir a todos los policías en gatos, para aterrorizar más a la ciudad.
- Catwoman aparece en DC Universe Online, con la voz de Kelley Huston. Ella está clasificada como una villana y es vista como un miembro de la Sociedad Secreta de Super Villanos, aunque su trama principal es considerada heroica.
- Catwoman aparece como un personaje jugable en Infinite Crisis, expresada nuevamente por Grey DeLisle.[15]
- Catwoman aparece en el juego de móvil DC Legends.[16]
- Catwoman aparece en el juego Fortnite: Battle Royale como personaje jugable en la tienda de objetos siendo esta una versión vista en los cómics, además de ello esta trae consigo unos picos duales de recolección y un gesto que hace referencia a su emblemático látigo, posteriormente volvería a salir en la tienda de objetos del juego otra versión bajo el nombre de "Catwoman Cero" la cual es protagonista junto con Batman en una serie de cómics de edición limitada llamada Batman X Fortnite: Punto Cero y viene con un nuevo pico de recolección.

#### Lego
- Catwoman aparece en Lego Batman: The Video Game, con la voz de Vanessa Marshall. Ella aparece como una enemiga de Batman, un primer diputado del Pingüino, y el primer jefe del Capítulo 2 "Pingüino enloquecido por el poder". Sus habilidades son doble salto, ataques de látigo y hacer que los guardias abran puertas de amor (no una habilidad de control mental). Ella es la única de los seguidores del pingüino (excluyendo al propio pingüino) que no tiene fuerza sobrehumana. El pingüino la asigna a robar el diamante Gotham del museo para encender su máquina que controla sus bombas de pingüino. Ella despierta a la policía saltando de un lado a otro y logra escabullirse con eso. Batman y Robin la ven, persiguen y se acercan a ella, y pueden infligirle un daño simplemente atacándola, pero si hay algunos de los secuaces del Pingüino, ella se irá. Después de que ella es derrotada, ella y Batman se besan mucho para disgusto de Robin, pero ella tira el Gotham Diamond del edificio y un gato (posiblemente el de ella) lo toma. Luego lucha contra algunos policías y se esconde de ellos, pero Batman pone un tazón de leche para llamar su atención y la arroja a la camioneta de la policía mientras ella está bebiendo y se va. En una celda de la prisión, el mismo gato le trae el Gotham Diamond. El Pingüino la vio capturada y se une a Killer Croc para rescatarla cuando oye que tiene el diamante. Después de que es rescatada, ella le da el diamante al pingüino, y ellos van al zoológico de Gotham para configurar la máquina. Lo encienden y activan a los pingüinos, pero Batman y Robin llegan para detenerlo. Ella lucha junto al pingüino como un miniboss; Aunque no puede ser dañada, todavía puede atacar al jugador. Cuando el pingüino es derrotado, ella trata de escabullirse, pero Batman simplemente le lanza un batarang. Al final, se la ve en Arkham Asylum preparándose. Ella es uno de los tres jefes que luego aparece como un miniboss, los otros dos son Two-Face y Harley Quinn.
- Catwoman aparece en Lego Batman 2: DC Super Heroes, con la voz de Katherine Von Till. Ella está entre los reclusos liberados cuando Lex Luthor libera a Joker de Arkham Asylum. En el nivel "Arkham Asylum Antics", ella monta su motocicleta por el laberinto. Fuera de la historia principal, ella aparece como un jefe opcional en la estación de policía. Ella no tiene más diálogo que la risa.
- Catwoman aparece como un personaje jugable en Lego Batman 3: Beyond Gotham, con la voz de Laura Bailey.[17] En el juego, el diseño predeterminado de la versión principal es su traje New 52 con los diseños de 1966 y Pre-New 52 como alternativos. Ella aparece en una búsqueda lateral en la Watchtower donde el jugador tiene que ayudarla a encontrar una estatua de gato y luego aparece en Ysmault donde el jugador tiene que ayudar a Dex-Starr a encontrar un nuevo lugar de reunión. En uno de Kevin Smith, en las misiones secundarias, ella roba la película que hizo Smith y el jugador tiene que encontrar dónde está; en el medio de la búsqueda, se encuentra con el jugador y revela que escondió la película porque era mala y dice que "sabe una o dos cosas sobre películas realmente malas", una posible referencia a la película Catwoman, mal revisada. La versión de 1966 aparece como un miniboss en el nivel de bonificación "Same Bat-Time, Same Bat-Channel" basado en el programa de televisión de la década de 1960. Además, la versión The Dark Knight Rises de Selina Kyle es un personaje jugable por separado a través de DLC.
- La versión de Lego Batman Movie de Catwoman hace un cameo en Lego Dimensions, con la voz de Grey Griffin. El jugador tiene que rescatarla en una búsqueda lateral.
- Catwoman aparece como un personaje jugable en Lego DC Super-Villains, con la voz de Grey Griffin.[18] Ella juega un papel en la historia como uno de los personajes principales. Ella y otros villanos realizan sus actividades criminales normales durante la ausencia de la Liga de la Justicia hasta que tratan con la presencia del "Sindicato de Justicia". Ella es una de las primeras en notar que los miembros del Sindicato no son lo que dicen ser cuando ve lo diferente que es Owlman en comparación con Batman.

#### Batman: Arkham
El personaje es expresado por Grey DeLisle, donde esta versión tiene un rango de diferentes animaciones y habilidades.
- Cronológicamente, aparece por primera vez en Batman: Arkham Origins Blackgate.
- Mientras Catwoman no aparece en Batman: Arkham Asylum, partes de su disfraz se encuentran en exhibición dentro de la antigua mansión de Arkham Asylum y explorándolas para resolver uno de los enigmas de Riddler que desbloquearán su biografía. El Joker también hace referencia a ella cuando se dirige a una caja de Venom al personaje como un regalo, y aparece en una lista de reclusos de Arkham liberados por Harley Quinn.
- Aparece físicamente como un personaje jugable en Batman: Arkham City. Ella aparece por primera vez en el prólogo del juego, rompiendo en una caja fuerte perteneciente a Dos Caras, para recuperar los planos de la bóveda de bienes confiscados de Hugo Strange, donde el director de la prisión tiene el botín de Selina. Sin embargo, ella es capturada por Dos Caras en el acto, se toma como rehén en su juzgado. Colgando por encima de una cuba de ácido, Catwoman es sometida a un juicio simulado por Dos Caras, antes de ser rescatada por Batman. Ella recupera los planos, y busca la ayuda de Hiedra Venenosa. Después de algo convincente, Ivy acepta ayudarla a entrar en la bóveda. Sin embargo, una vez que se encuentra Catwoman, se implementa el Protocolo 10 de genocidio de Hugo Strange, y a regañadientes deja su botín para rescatar a Batman, quien está inmovilizado bajo los escombros caídos y dejado por muerto. Después de salvar su vida, ella intenta recuperar sus pertenencias de su apartamento y huir de la ciudad de la prisión, solo para encontrar una bomba colocada por Two-Face. Sobreviviendo a la explosión, busca a Dos Caras una vez más, cortándole la cara y saliendo para recoger sus pertenencias.
- Más tarde regresa como un personaje jugable en Batman: Arkham Knight. Riddler se pone en contacto con Batman y le informa que tiene como rehén a Catwoman, y que para liberarla, Batman debe completar una serie de pruebas. Con cada prueba que completa, Catwoman es recompensada con una llave que desactivará una de las bombas atadas alrededor de su cuello. Batman y Catwoman finalmente encuentran las nueve llaves, y Catwoman es libre de dejar el orfanato donde fue rehén. Sin embargo, ella regresa cuando Batman regresa para enfrentar al Riddler, y los dos lo derrotan. Después de la pelea, Catwoman y Batman finalmente se besan, antes de que Batman la aleje, diciéndole que esta es la última vez que se verán. Más tarde esa noche, se desenmascara y aparentemente se suicida.
  - Catwoman regresa como un personaje jugable en la misión de expansión DLC Catwoman's Revenge. La noche del día después de Arkham Knight, Catwoman se infiltra en uno de los escondites de Riddler mientras él está en prisión. Ella encuentra su fábrica de robots bajo tierra, y le roba todo su dinero antes de destruir las instalaciones.
- En Batman: Arkham VR, al comienzo del juego se pueden encontrar postales de Selina Kyle que corresponden a recortes de periódicos de varios atracos de joyería.
- Catwoman aparece en el juego móvil Batman: Arkham Underworld, que actúa como un oficial de información que mantiene al jugador actualizado sobre las actividades de Gotham City, además de enseñar nuevas mecánicas al jugador y ocasionalmente otorgarles misiones en forma de favores para sus servicios.

#### Injusticia
- Catwoman aparece como una luchadora jugable en Injustice: Gods Among Us,[19] con Grey DeLisle retomando su papel de Batman: Arkham City.[20] Esta versión fue anteriormente parte de la Insurgencia de Batman, pero cambió al régimen de Superman antes de la historia del juego para proteger a Batman. En el final de Catwoman, ella decide luchar contra el crimen en la recién reconstruida Ciudad Gótica hasta que pueda reconciliarse con Batman. En el juego, Catwoman tiene varios atuendos alternativos como mainstream y suplente, así como el diseño de Batman: Arkham City.
- Catwoman regresa como un personaje jugable en Injustice 2, expresado nuevamente por Grey DeLisle. En la historia, ella aparece como miembro de la Sociedad de Grodd, pero se revela que es un agente doble que trabaja para Batman. Ella se une a Cyborg y Harley Quinn para sacar a Brother Eye del control de Brainiac. En su final de un solo jugador, ella se reúne con Bruce después de derrotar a Brainiac, pero lo deja después de haberse aburrido rápidamente del estilo de vida. Ella roba una Caja Madre para viajar por la galaxia robando todo lo que su corazón desea. Este es el primer medio fuera de los cómics que hace referencia a la hermana de Selina, Maggie, ya que Atrocitus está interesada en cómo afecta la rabia de Selina.[21]